# 제59회 베네치아 국제 영화제
제59회 베네치아 국제 영화제는 2002년 8월 28일에 열린 시상식이다. 이탈리아 베니스에서 개최되었다.

## 수상 및 후보

### 황금사자상
- 막달레나 시스터즈 - 피터 뮬란 수상

### 은사자상-감독상
- Clown - 이리나 에프티바 수상

### 볼피컵 여우주연상
- 파 프롬 헤븐 - 줄리안 무어 수상

### 볼피컵 남우주연상
- 사랑이라 불리는 여행 - 스테파노 아코시 수상

### 심사위원 특별상
- 하우스 오브 풀스 - 안드레이 콘찰로프스키 수상

### 특별사자상
- 6월의 뱀 - 츠카모토 신야 수상

### 특별공로상
- 파 프롬 헤븐 - 에드워드 래크먼 수상

### 특별언급상
- 화장실 어디에요? - 프룻 첸 수상

### 신인배우상
- 오아시스 - 문소리 수상

### 산 마르코상
- 작은 마을의 봄 - 톈좡좡 수상

### 특별감독상
- 오아시스 - 이창동 수상

### 관객상(작품상)
- 기차를 타고 온 남자 - 빠트리스 르꽁트 수상

### 관객상(남우주연상)
- 기차를 타고 온 남자 - 장 로슈포르 수상

### UIP상
- 해적들의 연인 - 소피아 피터피 수상

### 단편부문 특별언급
- 템포 - 퍼 칼슨 수상